# Landwirtschaftsanpassungsgesetz
Das Landwirtschaftsanpassungsgesetz regelt die Vermögensauseinandersetzung zwischen den LPG-Angehörigen und der LPG bzw. dem Nachfolgeunternehmen.
Der ursprünglich noch von der letzten, schon frei gewählten, Volkskammer am 29. Juni 1990 beschlossene Gesetzestext, sah nur die Umwandlung der LPGen in Genossenschaften (e.G.) vor. Erst mit der ersten Novellierung durch den, damals ersten gesamtdeutschen freigewählten, Bundestag wurde die Möglichkeit geschaffen, dass sich die Nachfolgebetriebe auch als GbR, OHG, KG, AG, GmbH oder auch andere Formen von Kapitalgesellschaften umwandeln konnten. Obwohl die Rechtsform der eingetragenen Genossenschaft aufgrund des beschränkten Haftungsrechts zu Nachteilen für die neuen Betriebe bei Verhandlungen mit den Banken führt, und auch die einzelnen Mitglieder nur wenig Mitspracherecht nach dem Genossenschaftsrecht haben, wurden sie gleichrangig mit GmbHs fast nur als neue Rechtsform gewählt. Es gibt Vermutungen, dass die seitherige Erfahrung der Mitglieder mit kollektiven Genossenschaften dabei mitbestimmend war.
Weiter ist in dem Gesetz geregelt, wie ausscheidenden Mitgliedern ihr eingebrachtes Vermögen zu erstatten ist. Ein Problem, aus dem viele gefühlte Ungerechtigkeiten entstanden, war dabei die sachgerechte Erstellung einer DM-Anfangsbilanz. Das Gesetz regelte in § 44 LwAnpG das ausscheidende Mitglieder Anspruch auf einen Teil des Eigenkapitals und nicht nur auf ihre Geschäftsanteile haben. Solange Kapital vorhanden war bekamen ehemalige Mitglieder zuerst ihr eingebrachtes Inventar erstattet (Umrechnungskurs DDR-Mark : D-Mark 1:1). War dann noch Kapital vorhanden, wurde der eingebrachte Boden vergütet und es erfolgte eines Verzinsung des meist als Inventar eingebrachten Eigenkapitals. War jetzt immer noch Kapital vorhanden erhielten ausscheidende Mitglieder auch einen Teil des Eigenkapitals der ehemaligen LPG.
In der Praxis war es dann oft so, dass keinerlei Kapital zur Abfindung ausscheidender Mitglieder zur Verfügung stand. Spätestens nachdem es in der Zeit zwischen 1991 und 1992 zu einem Umdenken in der Agrarpolitik gekommen war und als die alten Großbetriebe weiterhin, nachdem sie in den Monaten vorher noch als nicht zukunftsfähig angesehen worden waren, nun als erhaltenswert angesehen wurden, brauchten diese dringend Eigenkapital, um die veralteten Maschinen und Ställe zu erneuern. Manfred Köhne hatte dazu schon 1990 bemerkt: „...dass es wirtschaftlich nicht möglich ist, gleichzeitig das Unrecht der Vergangenheit und die Probleme der Zukunft zu bewältigen.“
Kritik gab es später weniger an dem Gesetz an sich, sondern eher an der nach der Wiedervereinigung in vielen Bereichen zu beobachtenden Übervorteilung besonders der ausscheidenden Genossen durch meist schon von westlichen Beratern unterstützte Vorstände in den LPGen, die mit falschen Bilanzen, Formfehlern, Unzulänglichkeiten, halblegalen Machenschaften und massiven Betrügereien einen gerechten Vermögensausgleich verhinderten. Später wurde auch das offensichtliche Eintreten der Politik, der Genossenschaftsverbände und der meisten ostdeutschen Leitmedien zugunsten der Genossenschaftsbetriebe kritisiert.